# Zoodes basalis
Zoodes basalis är en skalbaggsart som först beskrevs av White 1855.  Zoodes basalis ingår i släktet Zoodes och familjen långhorningar.
Artens utbredningsområde är Nepal. Inga underarter finns listade i Catalogue of Life.